# Centre de Regulació Genòmica
El Centre de Regulació Genòmica (CRG) és un centre de recerca bàsica creat al desembre de 2000 per iniciativa del Departament d'Universitats, Recerca i Societat de la Informació de la Generalitat de Catalunya.
Constituït jurídicament com una fundació sense ànim de lucre compta amb la participació de la Generalitat de Catalunya a través del Departament d'Innovació, Universitats i Empresa i del Departament de Salut, així com de la Universitat Pompeu Fabra, i del Ministeri de Ciència i Innovació.
Basat en un model no funcionarial d'organització de la investigació, fet que el fa un centre únic a Espanya, l'objectiu del CRG és promoure la investigació bàsica en biomedicina i, concretament, en els àmbits de la genòmica i la proteòmica.
Els caps de grup del CRG són reclutats a nivell internacional, reben ajuda del centre per al funcionament dels seus grups, i són avaluats periòdicament per un Consell Científic Assessor extern format per 12 líders mundials en les distintes àrees. El resultat de les avaluacions condiciona el futur dels científics del CRG.
El 2015 passa a ser part del Barcelona Institute of Science and Technology (BIST), creat el mateix any per agrupar centres d'excel·lència en recerca de diferents camps.

## Ubicació
El CRG se situa al Parc de Recerca Biomèdica de Barcelona (PRBB), junt amb d'altres institucions de recerca biomèdica com el Departament de Ciències Experimentals i de la Salut (CEXS) de la Universitat Pompeu Fabra (UPF), l'Institut Hospital del Mar d'Investigacions Mèdiques (IMIM), i la delegació a Barcelona del Laboratori Europeu de Biologia Molecular (EMBL), entre d'altres.

## Organització
El màxim òrgan de govern del CRG és el seu Patronat. A partir d'aquest nivell, l'estructura del CRG es divideix en tres grans àrees:
1. Àrea científica : amb sis programes de recerca interrelacionats:
- Bioinformàtica i Genòmica
- Biologia Cel·lular i Desenvolupament
- Diferenciació i Càncer
- Gens i Malaltia
- Regulació Gènica
- Biologia de Sistemes

2. Àrea de Serveis Científico-tècnics:
- Unitat de Microscòpia Òptica Avançada
- Unitat de Genòmica
- Unitat de Proteòmica CRG/UPF
- Unitat de Cribratge d'Alt Rendiment
- Unitat de Bioinformàtica

3. Àrea de gestió

El juliol de 2015 es transfereix al CRG la gestió del Centre Nacional d'Anàlisi Genòmica, ubicat al Parc Científic de Barcelona, esdevenint-ne un centre adscrit.

### Patronat
El màxim òrgan de govern del CRG és el seu Patronat, format per onze membres sota la presidència del Conseller del Departament d'Innovació, Universitats i Empresa (DIUE), de la Generalitat de Catalunya. Al desembre de l'any 2000, el Dr. Miguel Beato va ser escollit director del CRG. Des del 2011 és director Luis Serrano, qui va presentar la seva dimissió quan el CRG fou exclòs del programa de finançament a centres d'excel·lència del Ministeri de Ciència i Innovació., però el conseller Andreu Mas-Colell no la va acceptar i va continuar en el càrrec.

#### Patrons nats
- El Conseller del Departament d'Innovació, Universitats i Empresa (DIUE) de la Generalitat de Catalunya.[n. 2]
- El Rector de la Universitat Pompeu Fabra (UPF).

#### Vocals
- 2 vocals en representació de la UPF, nomenats pel rector.
- 6 vocals en representació de la Generalitat de Catalunya:
  - 4 nomenats pel Conseller del Departament d'Educació i Universitats (DIUE)
  - 2 nomenats per la Consellera del Departament de Salut (DS).
- 1 vocal en representació del Ministeri de Ciència i Innovació (MICINN).

## Comitè Científic Assessor
El Comitè Científic Assessor està format per científics de reconegut prestigi internacional. Juguen un important paper avaluant, orientant i assessorant a la direcció del CRG.
EL juny de 2010, aquest Comitè és compost per 12 membres:
- Dr. Kai Simons, Max Planck Institute of Molecular Cell Biology and Genetics, Dresden, Alemanya
- Dr. Stylianos Emmanuel Antonarakis, Medical Genetics, University of Geneva, Ginebra, Suïssa
- Dr. Michael Ashburner, European Bioinformatics Institute-EMBL Outstation, Department of Genetics, University of Cambridge, Cambridge, Regne Unit
- Dr. Peer Bork, Structural & Computational Biology Unit, EMBL, Heidelberg, Alemanya
- Dr. Tim Hunt, Cancer Research UK, Herts, Regne Unit
- Dr. Walter Kolch, Systems Biology Ireland & Conway Institute, Conway Institute, University College Dublin, Irlanda
- Dr. Tony Kouzarides, The Wellcome Trust/Cancer Research UK Gurdon Institute, Cambridge, Regne Unit
- Dr. Iain Mattaj, European Molecular Biology Laboratory (EMBL), Heidelberg, Alemanya
- Dr. Joan Modolell, Center of Molecular Biology "Severo Ochoa", CSIC & Autonomous University of Madrid, Madrid, Espanya
- Dr. Wolf Reik, Babraham Institute Cambridge, Department of Physiology, Development, and Neuroscience, University of Cambridge, Regne Unit
- Dr. Veronica van Heyningen,Medical Research Council, Human Genetics Unit, Western General Hospital, Edimburg, Regne Unit
- Dr. Marc Vidal, Dept. of Genetics, Dana Farber Cancer Institute, Boston, EUA

## Investigadors destacats
- Miguel Beato
- Mara Dierssen Sotos
- Roderic Guigó
- Ben Lehner
- Maria Pia Cosma
- Luis Serrano
- James Sharpe
- Isabelle Vernós

- Elvan Böke
- Eulàlia Martí Puig
- Fàtima Gebauer
- Susana De la Luna
- Verena Ruprecht